# Massouda Kohistan
Massouda Kohistani (Afganistan, 1982) és una advocada afganesa. L'any 1988, quan tenia 17 anys, va marxar al Pakistan fugin dels talibans, on va romandre durant sis anys cosint catifes i aprenent anglès. Després va tornar a l'Afganistan i va treballar com a consultora per a diverses ONG. El president del país, Ashraf Ghani, la va assenyalar públicament i el 20 d'agost de 2021 va ser agredida i amenaçada al carrer. L'endemà va sortir de l'Afganistan i va aconseguir refugiar-se a Espanya.